# Гиришмен, Гизем
Гизем Гиришмен (тур. Gizem Girişmen; род. 25 ноября 1981, Анкара) — турецкая паралимпийская спортсменка, стрелок из лука.

## Биография
В 1992 году была парализована в результате дорожного происшествия. Несмотря на это, в 2004 году окончила Билькентский университет. В том же году её пригласили на соревнования по стрельбе из лука, после которых она увлеклась данным видом спорта. Первое время она с разрешения соседей тренировалась в гаражном подвале.
Через два года тренировок и участия на национальных чемпионатах Гиришмен в 2006 году заняла третье место на чемпионате «EPC Archery European Championships», проходившем в Чехии.
В 2007 году она заняла первое место на чемпионате IPC Archery World Championships, проходившем в южнокорейском городе Чхонджу. В том же году она заняла первое место на международном чемпионате по стрельбе из лука, проводившемся в Чехии. В 2008 году заняла второе место на чемпионате European Disabled Archery Grand Prix, проходившем с 12 по 18 июля в Великобритании.
В том же году она представляла Турцию на Летних Паралимпийских играх, проходивших в Пекине, и выиграла золотую медаль.
В августе 2009 году Гиришмен завоевала золото на чемпионате Para-Archery World Championships, проходившем в Чехии.
Стала первой представительницей Турции, номинированной на «Laureus World Sportsperson of the Year».
В 2012 году принимала участие в Летних Паралимпийских играх, но не смогла завоевать призовое место, проиграв в четвертьфинале.